# تام فیشر
تام فیشر (انگلیسی: Tom Fisher؛ زادهٔ ۱۹۶۸ میلادی) بازیگر اهل بریتانیا است.
از فیلم‌ها یا برنامه‌های تلویزیونی که وی در آن نقش داشته است می‌توان به معما، ون هلسینگ، شوالیه‌های شانگهای، ویکتوریای جوان، شعبده‌باز، نجات پیکاسو و بازگشت مومیایی اشاره کرد.